# Violette Verdy
Violette Verdy (1 de dezembro de 1933 – 8 de fevereiro de 2016) foi uma bailarina francesa, coreógrafa e professora que trabalhou como diretora da Ópera de Paris e na Boston ballet School.
Foi bailarina principal na New York City Ballet onde dançou danças especificamente coreografadas para ela por coreógrafos como George Balanchine e Jerome Robbins.
Foi distinguida como Professor of Music na Jacobs School of Music, Indiana University.
Foi condecorada com 2 medalhas pelo governo francês.